# Thomas Willis (Fußballspieler)
Thomas Willis (Lebensdaten unbekannt) war ein englischer Fußballspieler.

## Karriere
Willis war einige Jahre in Hamburg ansässig, gehörte dem SC Germania als Stürmer an und war zeitweise auch Vorsitzender des Vereins. Er bestritt die Saison 1903/04 in der vom Hamburg-Altonaer Fußball-Bund organisierten Meisterschaft in der I. Klasse. Mit der gewonnenen Meisterschaft nahm er mit seiner Mannschaft an der zweiten Endrunde um die Deutsche Meisterschaft teil. Nach dem 11:0-Sieg über den ARBV Hannover im Viertelfinale am 24. April 1904 in Hamburg, kam er am 8. Mai 1904 im Halbfinale zu seinem vermutlich zweiten Endrundenspiel. Bei der 1:3-Niederlage gegen den BTuFC Britannia 1892 erzielte er mit dem Treffer zum Endstand in der 65. Minute das einzige Tor seiner Mannschaft.
Später lebte Willis mit seiner Ehefrau, einer Hamburgerin, in São Paulo.

## Erfolge
- Teilnahme an der Endrunde um die Deutsche Meisterschaft 1904
- HAFB-Meister 1904